# Bruno Scipioni
Bruno Scipioni (* 29. Juli 1934 in Rom; † 5. Dezember 2019 ebenda) war ein italienischer Schauspieler und Synchronsprecher.

## Leben
Scipioni belegte 1958/1959 nach einer Ingenieursausbildung Kurse am Centro Sperimentale di Cinematografia und debütierte bald im italienischen Kinobetrieb, wo er bis 1967 exzessiv als Nebendarsteller eingesetzt wurde, anschließend bis 1978 noch vereinzelt Rollen übernahm. Am Theater waren 1961 Becket und im Jahr darauf in Il valore commerciale Neben gelegentlichen Fernsehengagements ab 1967 (u. a. mit Ugo Pagliai und in der siebenteiligen Kriminalserie Qui squadra mobile von Anton Giulio Majano) war Scipioni in zahlreichen Werbespots zu sehen; so ab 1996 als Barkeeper in den Crodino-Werbefilmen. Daneben betätigte er sich als Synchronsprecher.

## Filmografie (Auswahl)
- 1960: Das Geheimnis der roten Maske (Il terrore della maschera rossa)
- 1960: Kapo (Kapò)
- 1960: Messalina (Messalina Venere imperatrice)
- 1961: Piratenkapitän Mary (Le avventure di Mary Read)
- 1961: Trauen Sie Alfredo einen Mord zu? (L’assassino)
- 1962: Due contro tutti
- 1962: Kampf der Giganten (Ursus gladiatore ribelle)
- 1962: Maciste im Kampf mit dem Piratenkönig (Maciste contro lo sceicco)
- 1963: Gli eroi del West
- 1963: Die Peitsche im Genick (I compagni)
- 1963: Perseus – der Unbesiegbare (Perseo l'invincibile)
- 1964: I gemelli del Texas
- 1964: Der Rächer von Golden Hill (Cuatro balazos)
- 1964: Die rote Wüste (Il deserto rosso)
- 1964: Die Vernichtung des Dschingis Khan (Maciste nell'inferno di Gengis Khan)
- 1966: Laß die Finger von der Puppe (Per un pugno di canzoni)
- 1966: Ringo mit den goldenen Pistolen (Johnny Oro)
- 1967: Il bello, il brutto, il cretino
- 1970: Eifersucht auf italienisch (Dramma della gelosia)
- 1978: Ridendo e scherzando